# Шкільний вальс
«Шкільний вальс» (рос. «Школьный вальс») — радянський художній фільм режисера  Павла Любимова, який вийшов на екрани в 1978 році, мелодрама. Зйомки фільму проходили в Москві в 1977 році.

## Сюжет
Десятикласники Гоша Корабльов і Зося Кнушевицька кохають одне одного. До останнього дзвоника кілька днів. Юнак збирається вступити до геологорозвідувального інституту, щоб стати вулканологом. Здається, що після закінчення школи вони одружаться. Але по п'ятах за Гошею ходить без відповіді закохана Діна, впливові батьки якої готові забезпечити успішне життя не тільки своєї дочки, але і майбутнього зятя. І коли під час випускних іспитів Гоша дізнається, що Зося вагітна, він того ж дня вирушає обідати до Діни. Шкільний вальс він танцює вже з Діною.
Мати Зосі везе дочку в лікарню, звідки та втікає, не бажаючи позбавлятися від дитини. Зося йде від батьків і влаштовується працювати на будівництво. Незабаром вона дізнається, що батьки розлучилися — вони давно розлюбили одне одного, але тільки втеча з дому доньки остаточно їх посварила. У Зосі з'являються нові друзі та подруги. Гоша одружується на Діні, але їхнє сімейне життя не складається з самого початку. Гоша п'є, і молоді люди, не проживши разом і року, розлучаються. В кінці зими у Зосі народжується син.
На вечорі випускників у школі зустрічаються давні друзі, в тому числі Діна, Зося і Гоша. Разом колишні школярі дивляться кінохроніку, в якій колись весело знімали себе самі — «для історії». Частину цієї хроніки юний оператор безсоромно зняв прихованою камерою — закохана пара, поцілунки в порожньому класі, поцілунки в роздягальні. Невинний шкільний роман… Виходить із залу Зося, а слідом і Гоша. Їхня розмова відбувається на порожніх шкільних сходах. Вони все ще кохають одне одного, але Гоша нічого не знає про дитину. Він кинув інститут і хоче знати, що йому тепер робити. Дізнавшись про сина, просить дозволу його побачити. Зося йде, залишивши без Гошу відповіді. За її спиною, сяючи вогнями всіх вікон, віддаляється школа.

## У ролях
- Олена Циплакова —  Зося Кнушевицька
- Сергій Насібов —  Гоша Корабльов
- Юрій Соломін —  Павло, батько Зосі
- Наталія Вількіна —  Елла, мати Зосі
- Євгенія Симонова —  Діна Соловйова
- Ніна Меньшикова —  мати Діни
- Олена Фетисенко —  подружка Зосі
- Катерина Дурова —  медсестра в лікарні
- Віктор Проскурін —  виконроб
- Віктор Камаєв —  батько Діни
- Антоніна Дмитрієва —  директор школи
- Сергій Бачурський —  Слава «з Пушкіно»
- Лідія Матасова —  Ліля, однокласниця
- Ромуальдас Вікшрайтіс —  Антон, однокласник в великих окулярах
- Віра Благовидова —  Зінаїда Миколаївна, літня вчителька
- Тигран Давидов —  нетверезий перехожий
- Анна Родіонова —  молода вчителька  (в титрах не вказано)
- Наталія Хорохоріна —  працівниця на будівництві  (в титрах не вказано)

## Знімальна група
- Режисер:  Павло Любимов
- Автор сценарію:  Анна Родіонова
- Композитор:  Володимир Шаїнський
  - Пісня «Любов як троянда червона» на вірші  Роберта Бернса («O my Luve's like a red, red rose») в перекладі  Самуїла Маршака
- Оператор:  Петро Катаєв
- Художник:  Семен Веледницький
- Директор картини: Тагі Алієв